# باتريك فييرا
باتريك فييرا (بالفرنسية: Patrick Vieira) (مواليد 23 يونيو 1976 في داكار، السنغال)، هو لاعب كرة قدم سابق ومدرب كرة قدم فرنسي كان يلعب في خط الوسط المتأخر، يُدرب حاليًا نادي جنوة الإيطالي. اشتهر مع نادي آرسنال الإنجليزي وذلك من العام 1996 حتى العام 2005. ثم انتقل إلى نادي يوفنتوس ومن ثم انتقل إلى إنتر ميلان، وذلك بسبب هبوط نادي اليوفي إلى الدرجة الثانية في الدوري الإيطالي نتيجة فضيحة التلاعب بنتائج المباريات، وانتقل إلى نادي مانشستر سيتي في موسم 2010-2011 حتى اعتزاله في يوليو 2011. ولقد لعب تقريباً 100 مباراة مع المنتخب الفرنسي، ولعب دوراً هاماً في كأس العالم 1998 وكأس الأمم الأوروبية 2000 وكان سبباً كبيراً في فوز الفريق الفرنسي بهاتين البطولتين المهمتين، أصبح قائد الفريق الفرنسي بعد اعتزال زين الدين زيدان. وقد اختاره بيليه ضمن قائمة أفضل 125 لاعب حي في مارس 2004، يدرب حاليا نادي كريستال بالاس

## بداياته
وُلد في مجمتع سينيغالي ومن ثم انتقلت عائلته إلى باريس وهو عن عمر يناهز ثمان سنوات ولم يعد إلى السينيغال حتى العام 2003. لعب فييرا مع نادي كان وعمره 17 عام وأصبح قائد الفريق بعمر التسعة عشر عاماً. وفي صيف عام 1995 قد أُعجب به نادي إيه سي ميلان الإيطالي، ولهذا السبب انتقل إلى عمالقة الإيطاليين ولعب معهم فقط مباريتين وقضى بقية وقته على مقاعد الاحتياط وسرعان ما انتقل إلى نادي الآرسنال.

## نادي أرسنال
في سبتمبر من العام 1996، مدير الآرسنال القادم آرسين فينغر قد طلب من اس ميلان شراء باتريك فييرا، وسبب إعجابه بهذا اللاعب وه طوله الذي يبلغ 192سم ولياقته العالية وقوته الجسدية وبالأخص تمريراته الساحرة والتي تشكل فائدة كبيرة لخط الهجوم.
بدأ باتريك مع شريكه السابق إيمانويل بيتيت الفرسني وفازوا بالدوري الإنكليزي وحصلين على كأسين من كؤوس الاتحاد الإنكليزي FA وذلك في العام 1998، وكان أول موسم لباتريك حينها مع الآرسنال. وفي ذلك الصيف استدعي فييرا إلى كأس العالم 1998 ليكون ضمن التشكيلة الرئيسية.
فييرا مشهور بكثرة المشاكل التي حصلت معه على الصعيد الكروي - ففي موسم 2000-01، قد طُرد مرتين وفي مباريتين متتاليتين. كإحصائية كاملة فإن فييرا قد طُرد اثني عشر مرة (تسعة منهم مع الآرسنال وواحدة مع اليوفي والانترميلان).
بعد فوزه في كأس العالم 1998 مع الفريق الفرنسي، قد رغب بالفوز في كأس أوروبا 2000 وكذلك الحصول على لقب بطولة الدوري الثاني مع الآرسنال في 2002. وبالفعل نجح في تحقيق ذلك. بعد تقاعد توني أدامز اللاعب الإنكليزي في العام 2002 والذي كان قائد الفريق، فييرا قد أصبح من بعده قائد الفريق بعد أن كان نائب القائد. وخصوصاً بأن مشاكله ومشاغباته قد قلت نسبتها. لم ينجحوا في تحقيق كأس الاتحاد الإنكليزي للعام 2003 وخاصة بعد أن أصيب فييرا.
في موسم 04-2003 والذي يعتبر موسم القمة لدى نادي الآرسنال حيث استطاعوا أن يحصلوا على لقب الدوري دون أي خسارة. كان قائد الفريق حينها هو باتريك فييرا. وفي كأس الاتحاد الإنكليزي للعام 2005 قد أحرز هدفه الأخير مع الآرسنال في ركلات الترجيح وذلك بعد تعادل سلبي مع مانشستر يونايتد. وكاحصائية كاملة يكون فييرا قد لعب 407 مباريات وأحرز 33 هدفاً مع نادي الآرسنال.
لقد عاد إلى الأرسنال لمباراة واحدة في 22 يوليو في العام 2006 وذلك للمشاركة في المباراة الاحتفالية بمناسبة اعتزال بيركامب، أحد أساطير الآرسنال، وذلك ضد نادي أياكس الهولندي. ورغم مغادرة فييرا للنادي، قد شكل فييرا أثراً إيجابياً كبيراً على قلوب مشجعي النادي. هناك صوره له من بين الأربعة عشر لاعب العظماء في ماضي وحاضر الآرسنال وذلك في «مستودع الأسلحة The Armoury» وذلك في ملعب الآرسنال الجديد وهو الإمارات.

## يوفنتوس
بسبب الأداء الرائع الذي قدمه فييرا مع الآرسنال، فقد حاول العديد من الأندية استقطابه ولا سيما نادي مانشستر يونايتد. وفي نهاية موسم 2004 - 2003 كانت هناك إشارات قوية على انتقاله إلى ريال مدريد. وقد قيل أيضاً بأنه على الرغم من حصول الأرسنال على ألقاب الدوري الإنكليزي والانتصارات في كأس الاتحاد الإنكليزي، إلا أنه مُحبط بسبب عدم حصوله على دوري أبطال أوروبا. ريال مدريد قد عرضوا عليه 23 مليون يورو، وقد قبل فييرا هذا الطلب ولكن بتردد. ولكن بعد حوار دام طويلاً، فقد فضل فييرا البقاء في ناديه والذي لمع اسمه فيه.
بعد عام واحد، انتقل فييرا إلى عمالقة إيطاليا وهم اليوفي وذلك لقاء 13.7 مليون يورو، وذلك في تاريخ 14 يوليو في العام 2005, وقد وقع فييرا عقد خمس سنوات مع هذا النادي. لعب في مركز الوسط المتأخر كما لعب تماماً مع الآرسنال، حيث عينه المدرب فابيو كابيلو في هذا المركز حتى يساعد زملائه ايميرسون البرازيلي وبافل نيدفيد التشيكي. لقد قدم أداء ممتازاً كعادته تماماً ولكن لولا الإصابات التي تلقاها فيما بعد، وكذلك الاحتكاكات الأرضية مع زميله زلاتان إبراهيموفيتش أثناء التدريب، وبوجوده نجح النادي في الحفاظ على البطولة الإيطالية في دوري الأبطال 2006 حتى المباراة الأخيرة لهم مع الآرسنال وذلك في 28 مارس والتي خسروا فيها في هدفين مقابل لا شيء (بعد حساب مجموع مباريتي الذهاب والإياب). فييرا قد تلقى بطاقة صفراء في الهايبري ومُنع من اللعب في مباراة 5 أبريل 2006.

## إنتر ميلان
بعد انتزاع اللقب من اليوفي بسبب فضيحة التلاعب بنتائج المباريات وذلك في موسم 06-2005, وكذلك هبوطه إلى دوري الدرجة الثانية الإيطالي، وخصم 17 نقطة من رصيده من قِبل اتحاد كرة القدم، أدى ذلك إلى انتقال الكثير من نجومه بما فيهم باتريك فييرا والذي انتقل إلى إنتر ميلان وذلك بعد أن ثارت شكوك في عودته إلى آرسنال أو انتقاله لمانشستر يونايتد. في 2 من شهر أغسطس من العام 2006، قد وقع فييرا عقداً مدته 4 أعوام مع إنتر ميلان وذلك لقاء €9.5 مليون.

## المنتخب
لقد ظهر لأول مرة مع المنتخب الفرنسي في عام 1997 وذلك ضد هولندا. وقد كان لاعباً في التشكيلة الأساسية في كأس العالم 1998. حيث دخل كبديل لـيوري دجوركاييف في النهائيات ضد البرازيل، وكان صانع الهدف الثالث والذي أحرزه إيمانويل بيتيت. وبتعاونه مع الفريق قد نجحوا في الحصول على الكأس في 1998. لقد لعب مع الفريق أيضاً في بطولة أوروبا 2000 والذي فازوا بها أيضاً بعد هزيمتهم للفريق الإيطالي بهدف ذهبي من تريزيغيه. لعب أيضاً مع الفريق في كأس العالم 2002, والتي خرجت فرنسا منها في المجموعات بدون أن تحرز أي هدف. أما في بطولة أوروبا 2004 فقد كان مُصاباً ولم يلعب في المباراة ضد اليونان والتي خسروا فيها وخرجوا من البطولة. لعب مع الفريق الفرنسي في كأس العالم 2006 حيث كان من المفترض أن يكون قائد الفريق، ولكن بعد عملية إقناع زيد الدين زيدانللتراجع عن اعتزاله ومساعدة فريقه، وبتعاون فييرا مع أفراد الفريق استطاعوا أن يحتلوا المركز الثاني في البطولة بعد إيطاليا.
في 23 يونيو في المباراة ضد توغو في كأس العالم 2006 قد كان قائد الفريق لأن زيدان لم يلعب حينها، وذلك اليوم كان يوم عيد ميلاد كل منهما لأنهما قد وٌلدا في نفس اليوم. وقد أحرز فييرا هدفه الأول على توغو وكان صانع الهدف الثاني والذي أحرزه تيري هنري. أحرز هدفه الثاني على إسبانيا أيضاً والذي كان له أثر كبير جداً على نفسيات اللاعبين الإسبانيين حيث أدى هذا التراجع النفسي إلى إحراز الهدف الثالث عن طريق زيدان. لقد لعب جميع المباريات في كأس العالم حتى المباراة الأخيرة والتي اصطدم فيها مع فابيو كنافاروولم يعد يستطيع إكمال المباراة. خسرت فرنسا بعدها أمام إيطاليا في ركلات الترجيح 5-3 وذلك بعد أن انتهت المباراة 1-1. وبتاريخ 6 سبتمبر في العام 2006, يكون فييرا قد لعب 97 مباراة مع الفريق الفرنسي وأحرز خلالها 6 أهداف.

## الإنجازات
مع منتخب فرنسا
- كأس العالم
  - لعب في الأعوام 1998, 2002, 2006
  - الفائز في كأس العالم 1998
  - المركز الثاني في كأس العالم 2006
- كأس أوروبا
  - لعب في 2000, 2004
  - الفائز في 2000

مع أرسنال
- الدوري الإنجليزي ثلاث مرات للأعوام 1997-98, 2001-02, 2003-04
- كأس الاتحاد الإنكليزي للأعوام 1998, 2002, 2003, 2005
- الدرع الخيرية اربع مرات للاعوام 1998، 1999، 2002، 2004
- لاعب العام مع الآرسنال 2004

مع يوفنتوس
- الحصول على لقب الدوري الإيطالي 06-2005

أخرى
- ضمن قائمة أفضل 100 لاعب للعام 2004
- جائزة نوبل زينة فرنسا الأعلى للعام 1998

## روابط خارجية
- باتريك فييرا على موقع IMDb (الإنجليزية)
- باتريك فييرا على موقع ديسكوغز (الإنجليزية)
- باتريك فييرا على موقع قاعدة بيانات الفيلم (الإنجليزية)

- باتريك فييرا على موقع الاتحاد الدولي (مؤرشف)  (الإنجليزية)
- باتريك فييرا على موقع قاعدة بيانات كرة القدم.إي يو (الإنجليزية)
- باتريك فييرا على موقع ليكيب (الفرنسية)
- باتريك فييرا على موقع ناشيونال فوتبول تيمز (الإنجليزية)
- باتريك فييرا على موقع Soccerbase.com (لاعب) (الإنجليزية)
- باتريك فييرا على موقع Soccerbase.com (مدرب) (الإنجليزية)
- باتريك فييرا على موقع Soccerway.com (الإنجليزية)
- باتريك فييرا على موقع عالم كرة القدم.نت (الإنجليزية)
- باتريك فييرا على موقع كووورة
- باتريك فييرا على موقع أوليمبيديا (الإنجليزية)